# Wetschaft-Senke
Die Wetschaft-Senke ist eine in Ost-West-Richtung 5–10 km breite, in Nord-Süd-Richtung etwa 15 km lange Talsenke mit insgesamt 121,61 km² Fläche. Sie liegt im nördlichen Landkreis Marburg-Biedenkopf (Mittelhessen) bei Wetter (im äußersten Norden bei Battenberg auch Landkreis Waldeck-Frankenberg) an der Nahtstelle zwischen Gladenbacher Bergland
(westlicher Süden), Rothaargebirge (Westen bis westlicher Norden), Burgwald (östlicher Norden und Osten) sowie Marburger Rücken (Süden).
Neben dem namensgebenden Fluss Wetschaft durchfließt insbesondere ein Teil des Oberlaufes der Lahn den Süden der Senke, in dessen Osten die Wetschaft in die Lahn mündet.

## Naturräumliche Zuordnung
Die Wetschaft-Senke wird als Naturraum 345.0 zum Burgwald (Haupteinheit 345) und somit zum Westhessischen Bergland (Haupteinheitengruppe 34) gezählt.
Insbesondere ist dieser Naturraum die Nahtstelle des östlich gelegenen Burgwaldes mit den Haupteinheiten 348 (Marburg-Gießener Lahntal im Süden), 320 (Gladenbacher Bergland im Südwesten) und 332 (Ostsauerländer Gebirgsrand im Westen und Nordwesten).
Mit der Wetschaft-Senke grenzt das Westhessische Bergland an zwei andere Haupteinheitengruppen, die beide dem Rheinischen Schiefergebirge zugezählt werden, nämlich das Süderbergland (33) und den Westerwald (32).
Über den Norden der Senke verläuft ein kurzer Abschnitt der Rhein-Weser-Wasserscheide. Nördlich davon verläuft das Tal der Eder, die über die Fulda in die Weser entwässert.

## Orte
Im südlichen Teil der Wetschaft-Senke liegen Ortsteile der Großgemeinde Lahntal: Sterzhausen, Goßfelden, Sarnau und Göttingen (die Lahn abwärts von Westen nach Osten). Des Weiteren sind alle Ortsteile von Wetter, alle Ortsteile von Münchhausen, Burgwald-Ernsthausen (im Nordosten) sowie Anteile  der Kernstadt von Battenberg nebst den Ortsteilen Frohnhausen, Laisa und Berghofen (im Nordwesten) in der Senke verortet.

## Begrenzungen
Abgesehen vom Wollenberg, der von der Wetschaft-Senke um 270° umrundet wird, und einem Zipfel des eigentlichen Burgwaldes, der im Norden in die Senke hinein ragt, folgen die seitlichen Begrenzungen weitgehend linear den umgebenden Höhenzügen.
Folgende Höhenzüge und Talsenken begrenzen die Wetschaft-Senke von außen (im Uhrzeigersinn, im westlichen Süden beginnend, Flüsse kursiv):
- Gladenbacher Bergland
  - Elnhausen-Michelbacher Senke
  - Damshäuser Kuppen
    - Hungert (412 m) bei Caldern

  - Oberes Lahntal mit Lahn und Bundesstraße 62 nach Biedenkopf (westlich von Sterzhausen)
- Ostabdachung des Rothaargebirges (Ostsauerländer Gebirgsrand)
  - Sackpfeifen-Vorhöhen
    - Wollenberg (474 m)
    - Homberg (460 m, südwestlich von Warzenbach)
    - Paberg (399 m)
    - Bambach
    - Koppe (489 m)
    - Aubach
    - Leiseberg (466 m)
    - Treisbach (bzw. Engelbach) und Landesstraße 3091 nach Engelbach (westlich von Treisbach)
    - Treisbacher Hardt (378 m)
    - Engelbacher Hardt (421 m) (westlich von Niederasphe)
    - Bronkekopf (385 m)
    - Asphe
    - Kohlenberg (585 m, westlich von Frohnhausen)
    - Ziegenberg (470 m)

  - Bundesstraße 253 nach Biedenkopf
  - Battenberger Riegel (westlich von Battenberg)
    - Wollmar
    - Struthkopf (552 m) und Rhein-Weser-Wasserscheide
      - Wingertsberg (450 m)

    - Burgberg (420 m)

  - Frankenberger Grund mit dem Tal der grenznah fließenden Eder
- Westhessisches Bergland
  - Burgwald
    - Vom Pfarrrücken (382 m) abgehender Burgwald-Zipfel mit Queren von Bundesstraße 236 (zweimal) und Rhein-Weser-Wasserscheide (östlich von Berghofen und nordwestlich von Ernsthausen)
    - Senkelbach
    - Namenloser Berg nördlich von Ernsthausen (330 m)
    - Wetschaft und Bundesstraße 252 nach Frankenberg
    - Westliche Vor-Gipfel des Gerhardsberges (ca. 410 m)
    - Christenberg (387 m) und dessen westliche Vor-Gipfel (östlich von Münchhausen)
    - Geierskopf (412 m) und Sattelkopf (384 m) sowie Burgberg Mellnau bei Mellnau
    - Rosphe
    - Stirnhelle (387 m) bei Oberrosphe
    - Koppe (306 m) bei Unterrosphe
    - Reddehäuser Berg (314 m)
    - Eibenhardt (302 m)
- Marburg-Gießener Lahntal
  - Marburger Lahntalsenke mit Lahn und Bundesstraße 252 nach Marburg (südöstlich von Göttingen)
  - Marburger Rücken
    - Hippersberg (304 m)
    - Rickshell (332 m)
    - Landesstraße 3381 nach Wehrda (südlich von Goßfelden)
    - Buchholz (324 m)
    - Wehrholz (338 m)

## Landschaft
Während die umgebenden Höhenzüge nahezu komplett bewaldet sind, ist die Wetschaft-Senke fast waldfrei. Große Teile der Talsenke werden landwirtschaftlich genutzt.

## Erhebungen im Inneren
Zwar ist die Wetschaft-Senke eine typische Talsenke, jedoch eine deutlich reliefreichere als z. B. das nah gelegene, vergleichbar große Amöneburger Becken. Insgesamt nehmen die Höhenlagen nach Norden hin zu.
Markant sind u. a.:
- Himmelsberg (381 m) – komplett gerodeter Berg im äußersten (westlicher) Norden bei Laisa, Rhein-Weser-Wasserscheide
- Kainsberg (324 m) – bewaldeter Berg im Norden bei Wollmar